# 馬念先
馬念先（1973年2月8日—），臺灣創作歌手、演員與主持人。曾任放克搖滾樂團糯米糰的吉他手兼主唱，現任Hit FM聯播網的DJ。
除了以音樂演出及作品聞名，馬念先也以於電影《海角七號》（飾馬拉桑角色），以及電視劇《光陰的故事》（飾馮拍雄角色）的演出而為人所知。
父親為儿童文学作家馬景賢。

## 音樂作品

### 糯米糰時期

#### 正規專輯
- 1997年 《糯米糰》
- 2000年 《青春鳥王》
- 2017年 《別急著說愛我到天長地久》

#### EP
- 2001年《Super》
- 2002年《迷你專輯貳》

#### 單曲
- 斷背山
- Mr.18 十八先生
- 愛之船
- 怎麼能夠
- 和你巧遇在這裡 曲
- 在電視上看到你
- 幸福的味道 曲
- Write Me a Love Song
- Modern French Women
- 三十而立
- I Sa Shou
- 三角朱古力(林海峰專輯)
- 玩具大王(林海峰專輯)
- 新球鞋男孩夢
- 不夜城的咖啡店
- 當你說愛我的那一天
- 寫一首情歌給我
- Mr.18
- 三八阿花吹喇叭
- 你朝我的方向走來(feat. 9m88)
- 去年冬天(feat.宋楚琳)
- 我想和你瞎
- Ladyboy(feat.MC_HotDog)
- 89 8+9+989(ft.草爺)

#### 實況專輯
- 2003年《林海峰X糯米糰 拉闊音樂會》（香港滾石）

#### 合輯
- 1996年《共譜新聲》

### 馬念先時期

#### 正規專輯
- 2021年 《Mama Jeans and Daddy Shoes》

## 影視作品

### 電影
- 1997年《愛情來了》
- 2007年《松鼠自殺事件》
- 2008年《流浪神狗人》飾演 小兒科醫師
- 2008年《海角七號》飾演 馬拉桑
- 2011年《殺手歐陽盆栽》飾演 曾闕德
- 2012年《犀利人妻最終回：幸福男·不難》飾演 飯店經理
- 2013年《大尾鱸鰻》飾演 蟾蜍
- 2013年《總舖師》飾演 計程車司機【只在片尾刪減片段播出】
- 2014年《甜蜜殺機》飾演 施火龍
- 2014年《很久沒有敬我了妳》
- 2014年《等一個人咖啡》飾演 咖啡店顧客
- 2015年《落跑吧愛情》飾演 警察
- 2017年《52 Hz I Love You》飾演 樂團貝斯手
- 2017年《健忘村》飾演喇叭手
- 2017年《help me i'm stuck》
- 2020年《破處》飾演 敞篷車主
- 2020年《刻在你心底的名字》飾演 張逸群（大巴）中年
- 2023年《關於我和鬼變成家人的那件事》飾演 張永康
- 2023年《填詞L》 飾演 高經理

### 電視劇/網路劇
| 年份   | 頻道                     | 劇名                           | 飾演           |
| 2005年 | 中視                     | 《恶作剧之吻》                 | 记者           |
| 2007年 | 華視                     | 《美味關係》                   | 姚人聖         |
| 2007年 | 中視                     | 《惡作劇2吻》                  | 杜澤森         |
| 2008年 | 中視                     | 《光陰的故事》                 | 馮拍雄         |
| 2009年 | 中視                     | 《青梅竹馬》                   | 趙定一         |
| 2010年 | 三立都會台               | 《第二回合我愛你》             | 小蔡           |
| 2010年 | 中視                     | 《流氓校長》                   | 柯菩提         |
| 2011年 | 八大綜合台               | 《陽光天使》                   | 竇哥           |
| 2011年 | 八大綜合台               | 《我可能不會愛你》             | Maggie的堂哥   |
| 2012年 | 八大綜合台               | 《原來愛.就是甜蜜》            | 陳耀明         |
| 2012年 | 民視                     | 《廉政英雄》                   | 唐蒙恩         |
| 2012年 | 公視                     | 《含苞欲墜的每一天》           | 劉立智         |
| 2013年 | 華視                     | 《K歌·情人·夢》                | 郭閔熊（郭哥） |
| 2013年 | 壹電視                   | 《幸福蒲公英》                 | 財叔           |
| 2013年 | 壹電視                   | 《雜務特勤組》                 | 王大衛         |
| 2014年 | 民視                     | 《真愛配方》                   | 吳達           |
| 2014年 | TVBS歡樂台               | 《A咖的路》                    | 馬丁尼         |
| 2014年 | 民視                     | 《你照亮我星球》               | 金蝦獎主持人   |
| 2014年 | 中天綜合台               | 《PMAM美好偵探社》             | 記者           |
| 2014年 | 台視                     | 《徵婚啟事》                   | 保羅           |
| 2015年 | 東森綜合台               | 《致，第三者》                 | 面試官         |
| 2016年 | 中視                     | 《美好年代》                   | 溫廣德         |
| 2017年 | 東森綜合台               | 《我和我的四個男人》           | 馬可王         |
| 2018年 | 民視                     | 《大時代》                     | 游安妙         |
| 2020年 | TVBS歡樂台               | 《墜愛》                       | 卓不了         |
| 2020年 | Netflix                  | 《誰是被害者》                 | 陳耀輝         |
| 2020年 | 東森戲劇台               | 《王牌辯護人》                 | 白重光         |
| 2021年 | 愛奇藝、緯來電影台、台視 | 《逆局》                       | 喬衛林         |
| 2021年 | Netflix                  | 《比悲傷更悲傷的故事：影集版》 | 吉哥           |
| 2021年 | Netflix                  | 《華燈初上》                   | 蔡火旺         |
| 2024年 | Netflix                  | 《正港分局》                   | 張永康         |
| 2024年 | 民視                     | 《愛的榮耀》                   | 曾英俊         |
| 2024年 | ViuTV                    | 《島嶼協奏曲》                 | 博哥           |
| 2024年 | AXN、Hami Video          | 《不如海邊吹吹風》             | 蔡有才         |
| 2025年 |                          | 《你好，我是接體員》           | 仁哥           |
| 2025年 | 《接招吧！製作人》       |                                |                |

### 迷你劇集／電視電影
- 2004年《real on line》
- 2006年《英勇戰士俏姑娘》
- 2010年《他們在畢業的前一天爆炸》 飾演  馬尿
- 2012年《光明恆生》 飾演 阿亮
- 2016年《藥笑24小時》飾演 金星
- 2018年《噬膽72》 飾演 鍾睿奇
- 2018年《我的龜蜜女友》 飾演
- 2018年《登台》飾演 阿明
- 2023年《聖誕夜奇蹟》飾演 景翔
- 2023年《地獄催淚部》飾演
- 2024年《誰是被害者2》飾演 陳耀輝
- 2024年《正港分局》飾演 張永康
- 2025年《忘了我記得》飾演 江士榮

### 微電影
- 2015年 司法院人民參與審判微電影《裁量之間》
- 2021年 萬大線電聯車外觀塗裝票選形象影片 《和我的日常搭上線》

## 音樂錄影帶（MV）
| 日期          | 歌曲名稱         | 演唱者 |
| ------------- | ---------------- | ------ |
| 2002年        | 雙手插口袋       | 張震嶽 |
| 2013年8月16日 | 三八阿花吹喇叭   | 糯米糰 |
| 2022年8月8日  | Love Is So Cruel | 9m88   |
| 2023年9月6日  | 飲未乾的酒       | 草爺   |

## 廣告代言
- 2000年 2001年豐田Tercel汽車
- 2008年《保力達 啤兒綠茶 警察篇》
- 2019年《軒尼詩 摩登浪漫 Feat.李英宏》
- 國民年金宣導廣告

## 主持
- 年代MUCH台《王牌鑑定團》
- Hit FM《HITO LATENIGHT SHOW》
- Channel V《娛樂排排讚》

## 獎項紀錄
| 年份   | 屆次                             | 專輯                           | 獎項                    | 入圍                           | 結果 |
| ------ | -------------------------------- | ------------------------------ | ----------------------- | ------------------------------ | ---- |
| 1997年 | 第34屆金馬獎                     | 《愛情來了》電影原聲帶         | 金馬獎最佳原創電影歌曲  | 糯米糰《愛情來了》             | 提名 |
| 2001年 | 第12屆金曲獎                     | 糯米糰《青春鳥王》             | 最佳樂團獎              | 糯米糰《青春鳥王》             | 提名 |
| 2001年 | 第12屆金曲獎                     | 糯米糰《青春鳥王》             | 最佳音樂錄影帶獎        | 張時霖〈跆拳道〉               | 獲獎 |
| 2013年 | 第50屆金馬獎                     | 《總鋪師》電影原聲帶           | 金馬獎最佳原創電影歌曲  | 林美秀《金罵沒ㄤ》             | 提名 |
| 2021年 | 第12屆金音創作獎                 | 《Mama Jeans and Daddy Shoes》 | 最佳創作歌手獎          | 《Mama Jeans and Daddy Shoes》 | 提名 |
| 2021年 | 第12屆金音創作獎                 | 《Mama Jeans and Daddy Shoes》 | 最佳另類流行專輯獎      | 《Mama Jeans and Daddy Shoes》 | 提名 |
| 2022年 | Hit FM聯播網                     | 《Mama Jeans and Daddy Shoes》 | Hit Fm 2021年度十大專輯 | 《Mama Jeans and Daddy Shoes》 | 獲獎 |
| 2022年 | 第7屆 LAVENDER MUSIC AWARDS 2021 | 《Mama Jeans and Daddy Shoes》 | 年度專輯獎              | 《Mama Jeans and Daddy Shoes》 | 提名 |
| 2022年 | 第7屆 LAVENDER MUSIC AWARDS 2021 | 《Mama Jeans and Daddy Shoes》 | 最佳男歌手獎            | 《Mama Jeans and Daddy Shoes》 | 獲獎 |
| 2022年 | 第15屆 Fresh Music Awards        | 《Mama Jeans and Daddy Shoes》 | 年度10大專輯            | 《Mama Jeans and Daddy Shoes》 | 獲獎 |
| 2022年 | 第15屆 Fresh Music Awards        | 《Mama Jeans and Daddy Shoes》 | 最佳男演唱人            | 《Mama Jeans and Daddy Shoes》 | 提名 |
| 2022年 | 第15屆 Fresh Music Awards        | 《Mama Jeans and Daddy Shoes》 | 年度10大單曲            | 〈台北紐約〉                   | 獲獎 |
| 2022年 | 第33屆金曲獎                     | 《Mama Jeans and Daddy Shoes》 | 最佳華語男歌手獎        | 《Mama Jeans and Daddy Shoes》 | 提名 |
| 2022年 | 第25屆中華音樂人交流協會         | 《Mama Jeans and Daddy Shoes》 | 年度十大專輯            | 《Mama Jeans and Daddy Shoes》 | 獲獎 |

## 外部連結
- 馬念先 痞客邦部落格
- 馬念先之馬拉本舖(正)的Facebook專頁
- 馬念先之馬拉本舖的新浪微博
- 馬念先在互联网电影资料库（IMDb）上的資料（英文）（英文）
- 馬念先在香港影庫上的簡介
- 馬念先在时光网上的簡介（简体中文）
- 馬念先在豆瓣上的资料（简体中文）